# Fool to Cry
«Fool to Cry» —en español: «Tonto por llorar»— es una balada de la banda británica de rock The Rolling Stones de su álbum de 1976 Black and Blue. Fue escrita por el vocalista Mick Jagger y el guitarrista Keith Richards.

## Grabación y lanzamiento
La canción es una balada introspectiva, atípica de la mayoría de las canciones de los Stones. Muestra a Jagger sintiéndose desconsolado, consiguiendo consuelo primero de su hija y luego de su amante.
Lanzada como el primer sencillo de Black and Blue el 20 de abril de 1976, «Fool to Cry» alcanzó el puesto # 6 en las listas británicas y el puesto # 10 en los Estados Unidos.

«Fool to Cry» es la única canción del álbum Black and Blue que aparece en el compilado Forty Licks (2002) y en GRRR! (2012).

## Músicos
- Mick Jagger: voz principal y coros, piano eléctrico
- Keith Richards: guitarra principal y coros
- Bill Wyman: bajo
- Charlie Watts: batería

Músicos invitados
- Wayne Perkins: guitarra rítmica y coros
- Nicky Hopkins: piano acústico y sintetizador

## Posicionamiento en las listas
| Lista (1976)                       | Mejor posición |
| ---------------------------------- | -------------- |
| Australia (Kent Music Report)      | 45             |
| Bélgica (Flandes) (Ultratop 50)    | 16             |
| Canadá (RPM Hot 100)               | 11             |
| Estados Unidos (Billboard Hot 100) | 10             |
| Estados Unidos (CashBox)           | 9              |
| Estados Unidos (Record World)      | 23             |
| Irlanda (IRMA)                     | 6              |
| Italia (FIMI)                      | 28             |
| Noruega (VG-lista)                 | 8              |
| Nueva Zelanda (Recorded Music NZ)  | 38             |
| Países Bajos (Dutch Top 40)        | 8              |
| Países Bajos (Mega Single Top 100) | 10             |
| Reino Unido (UK Singles Chart)     | 6              |

## Versiones de otros artistas
Taylor Dayne hizo una versión de «Fool to Cry» para el álbum Satisfied.